# Beroepsethiek
Beroepsethiek is een tak van de ethiek of moraalfilosofie en heeft betrekking op algemeen aanvaarde normen voor het professioneel handelen. 

## Formele en informele beroepsethiek
Ethiek gaat over plichten, of over wat iemand behoort te doen, en bestaat uit principes en regels die nodig zijn om goed en kwaad van elkaar te onderscheiden. In de beroepsethiek bestaat er een onderscheid tussen formele beroepsethiek middels de beroepscode zoals de wet en formele uitspraken waarin de waarden en doelen van het beroep zijn vastgelegd. Deze beroepscode beschrijft bijvoorbeeld wat er van de professionele zorgverlening mag worden verwacht en helpt de verzorgende en verplegende bij het nemen van ethisch verantwoorde beslissingen. Beroepscodes of gedragscodes zijn er behalve in de zorg ook bijvoorbeeld in de wetenschap, het onderwijs, het bedrijfsleven en bij de overheid. .
Anderzijds is er ook een informele beroepsethiek. Deze bestaat uit ongeschreven regels voor het beroepsmatig handelen. Ze zijn algemeen aanvaard en komen bijvoorbeeld tot uiting in het handelen van een zorgverlener. Door het goedkeuren of afkeuren van collega’s wordt duidelijk wat er van de ander ‘verwacht’ wordt. Onder deze ongeschreven regels kunnen zaken vallen als vaardig blijven na diplomering, de zorgvrager op de eerste plaats stellen, machtsverhoudingen onderling en in relatie tot zorgvrager en zorgverlener, loyaliteit jegens elkaar en (professionele) houding naar collega's en zorgvragers.
De informele beroepsethiek kan eigen gemaakt worden op twee manieren, namelijk door zelfkennis en praktische kennis van zaken. De eerste, zelfkennis heeft te maken met openstaan voor jezelf, inzicht hebben in innerlijke processen en de mogelijkheid aangrijpen tot zelfontplooiing te komen. Kennis van zaken opdoen, kan door middel van intuïtie, aanpassen aan traditie en autoriteit en door ervaring.